# Canada (Kentucky)
Canada ist ein kleiner Ort im US-Bundesstaat Kentucky. Er liegt im Pike County, einer dünn besiedelten Region im äußersten Osten des Staates, in einer Höhe von 833 Fuß.
Canada hatte im Jahre 1990 540 Einwohner, zehn Jahre später nur noch 429. Die Zahl der Haushalte belief sich auf 164. 15 Einwohner waren in einem College eingeschrieben, 86 waren Schüler. 306 Bewohner waren erwachsen, von ihnen arbeiteten 37 im Bildungssektor, 183 im industriellen Bereich.
Es besteht eine Gemeinde der Baptisten, die Canada Freewill Baptist Church.
1914 wurde der Bau einer Brücke über den Tug Fork des Big Sandy River Richtung Williamson (West Virginia) genehmigt, über den die Verbindung zwischen Kentucky und West Virginia in Zukunft gewährleistet sein sollte.
Der Fiddler Owen „Snake“ Chapman (* 1919) wurde im Ort geboren, wo er auch sein Leben verbrachte; sein Hauptberuf war jedoch der eines Bergmanns im Kohlenbergbau. Ab den 30er Jahren veröffentlichte er seine Musikaufnahmen.

## Belege
1. ↑  The Statutes at Large of the United States of America From March 1913, To March 1915, Bd. XXXVIII, Washington 1915, S. 581.
2. ↑  Jeff Todd Titon: Old-time Kentucky Fiddle Tunes, University Press of Kentucky, 2001, S. 202